# Franklin River (Knight Inlet)
Der Franklin River ist ein Zufluss des Knight Inlet in den südlichen Coast Mountains in British Columbia. 

## Flusslauf
Der Franklin River bildet den Abfluss des Franklin-Gletschers, der sich über den Süden des Gebirgsmassivs des Mount Waddington erstreckt. Der Fluss strömt 22 km in südsüdwestlicher Richtung und mündet in das Kopfende des Knight Inlet. Dabei fällt der Franklin River von  700 m Höhe auf Meereshöhe. Er nimmt auf seiner Fließstrecke von links die Flüsse Fissure Creek, Crevice Creek, Stanton Creek auf. Der Franklin River entwässert ein Areal von etwa 680 km². Westlich der Mündung des Franklin River mündet der Klinaklini River in das Knight Inlet.
Benannt wurde der Franklin River nach Benjamin Franklin, einen der ersten europäischen Farmer in der Region, der am Südende des Tatla Lake ein Grundstück besaß und im Jahr 1892 das Flusstal des Klinaklini River in südlicher Richtung erkundete.